# Zweite Schlesische Schule
Der Ausdruck  Zweite Schlesische (Dichter-)Schule bezeichnet eine Reihe schlesischer Autoren. Der Ausdruck soll bereits seit Ende des 17. Jahrhunderts belegt sein, er wurde dann vor allem von Literaturhistorikern des 19. Jahrhunderts, u. a. bei Georg Gottfried Gervinus und Ludwig Fulda, gebraucht. Diese sahen die betreffenden Autoren als so verwandt an, dass sie sie zu einer Gruppierung zusammenschlossen, obwohl die betroffenen Autoren keineswegs als „Schule“ organisiert waren. Der Konstruktcharakter der Bezeichnung war den Literaturhistorikern meist bekannt, die deren Gebrauch trotzdem für zulässig hielten. Heute gilt sie in der Forschungsliteratur als überholt und wird allenfalls in Anführungszeichen gebraucht, während der unreflektierte Gebrauch sonst nur noch in Lexika weiterlebt.
Als Hauptvertreter gelten Christian Hoffmann von Hoffmannswaldau und Daniel Casper von Lohenstein, weitere Vertreter sind deren Nachahmer Hans Aßmann Freiherr von Abschatz, Gottfried Benjamin Hancke, Benjamin Neukirch und andere Autoren, die in den ersten Bänden der Gedichtanthologie Herrn von Hoffmannswaldau und andrer Deutschen auserlesener und bißher ungedruckter Gedichte vertreten waren. 